# Skupina armád Kuronsko
Skupina armád Kuronsko (německy Heeresgruppe Kurland) byla německá skupina armád za druhé světové války. Vznikla přejmenováním Skupiny armád Sever dne 25. ledna 1945.

## Historie

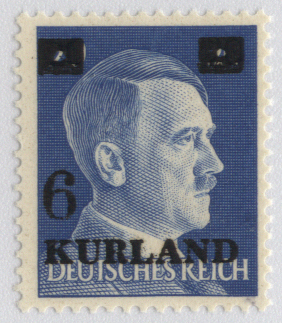
Poštovní známka, Kuronsko 1945

Po průlomu Rudé armády k pobřeží Baltského moře u Memelu byla Skupina armád Sever 10. října 1944 uvězněna v Kuronském kotli a 8. a 9. května 1945 zajata Sověty. Skupina armád vydala 20. dubna 1945 vlastní poštovní známky, které byly odebrány ze zásob polní pošty v Libau a přetištěny. Poslední vrchní velitel Generaloberst Carl Hilpert byl zajat Sověty a odveden na Sibiř. Následně byl popraven v Moskvě. Některé z lotyšských jednotek bojujících na německé straně pokračovaly v boji jako partyzáni.